# إلكتروم
الإلكتروم (بالإنجليزية: Electrum)‏ هو سبيكة طبيعية المنشأ من الذهب والفضة، مع بعض كميات صغيرة من الرصاص والمعادن الأخرى. يتراوح لونها من الأصفر الشاحب إلى البراق، وذلك بحسب خصائص الذهب والفضة. نسبة الذهب للإلكتروم طبيعي المنشأ في الأناضول الشرقية الحديثة بين 70-90% على عكس الإلكتروم المستخدم في سك النقود في حضارة (Lydia) ذات نفس الموقع الجغرافي، حيث كانت النسبة 44-55%.
عرفه مجمع اللغة العربية في القاهرة[وصلة مكسورة] بأنه مخلوط الذهب والفضة لا تقل فيه نسبة الفضة عن 20 بالمائة قد يكون طبيعياً وقد يكون مصنوعاً. عرفه المصريون طبيعياً في صحراء أدفو قرب الردسية وفي جنوب الوادي، ومجلوباً من بلاد بنط (الصومال) ولونه أصفر (باهت) غير فاقع.
استخدم الإلكتروم قبل الألف الثالث قبل الميلاد في مملكة مصر القديمة، أحيانا كطلاء خارجي لقمة الأهرامات والمسلات المصرية. كما استخدم لصناعة الأواني القديمة وفي العملات المعدنية.

## معرض صور

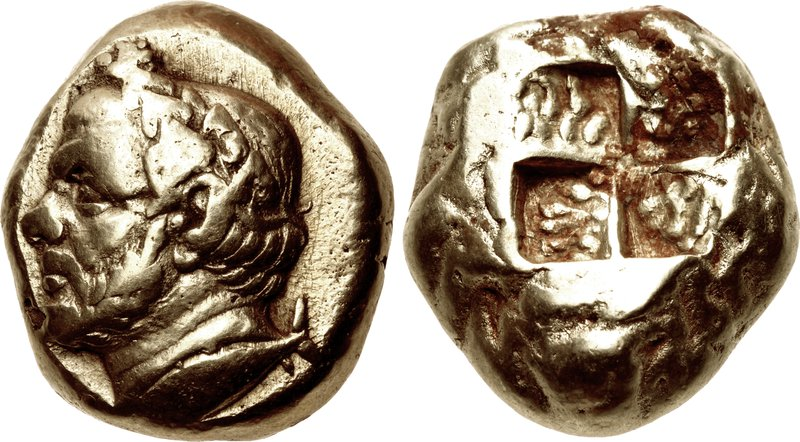
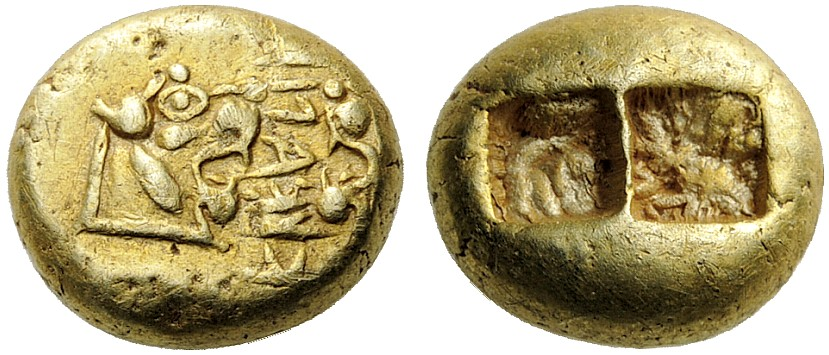
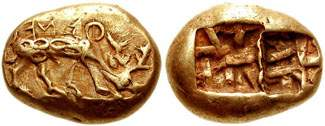
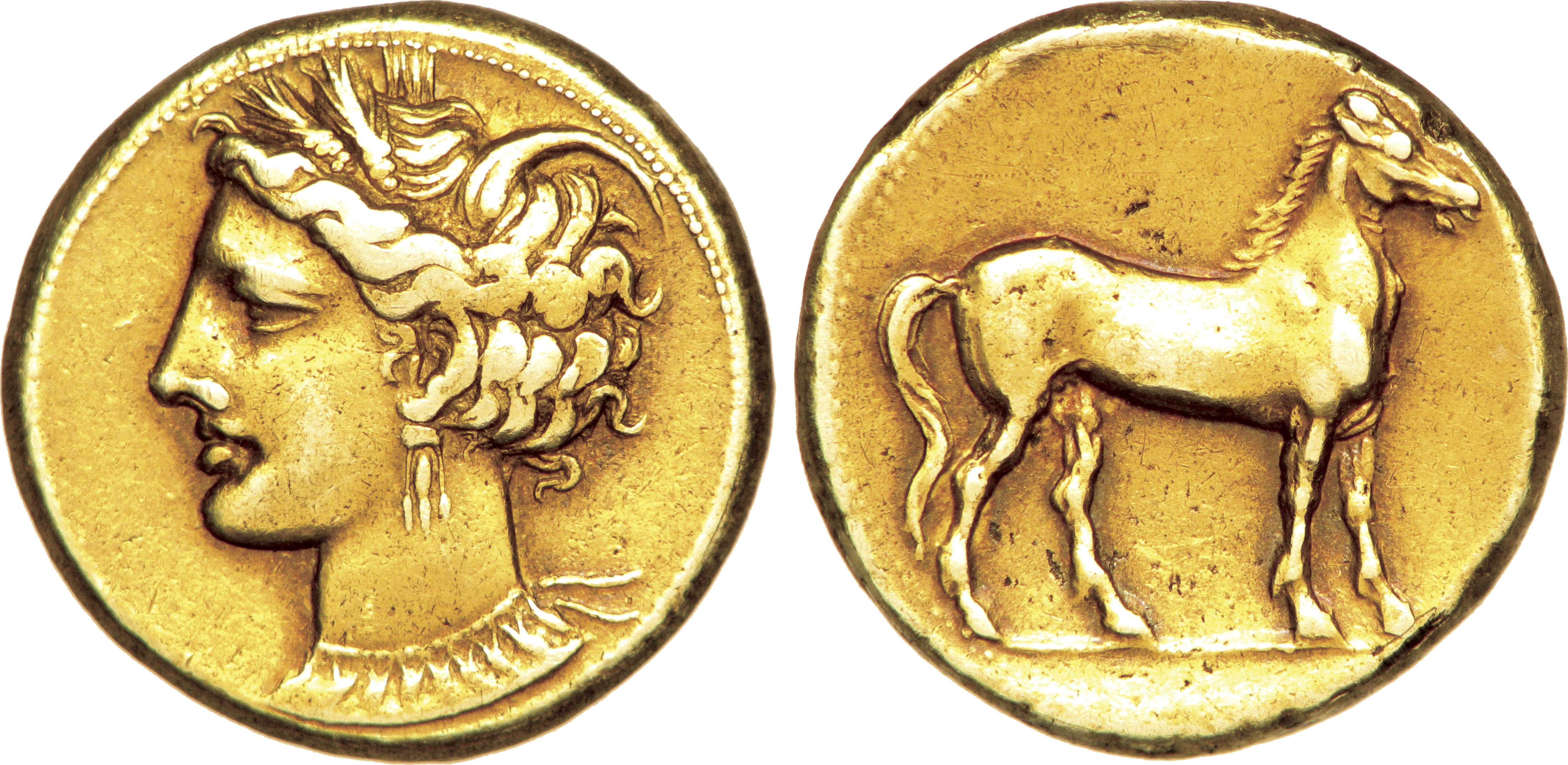